# Albion (wieś)
Albion – wieś w Stanach Zjednoczonych, w stanie Nowy Jork, siedziba administracyjna hrabstwa Orleans.